# Collégiale Saint-Étienne de Vieux-Brisach
 (juillet 2024).
Si vous disposez d'ouvrages ou d'articles de référence ou si vous connaissez des sites web de qualité traitant du thème abordé ici, merci de compléter l'article en donnant les références utiles à sa vérifiabilité et en les liant à la section « Notes et références ».
La collégiale Saint-Etienne de Vieux-Brisach est une église romane-gothique de la ville de Vieux-Brisach (Allemagne) située sur le Münsterberg et visible bien au-delà des limites de la ville. Ce qui frappe, ce sont les deux clochers différents du bâtiment à trois nefs, situés dans la zone du chœur, ce qui est atypique pour un édifice sacré chrétien. L'église date de la période romane tardive du XIIe siècle et a été agrandie au style gothique[Quoi ?] du XVe siècle. 
L'église, nommée d'après Saint-Étienne, est utilisée par la paroisse catholique de Saint-Étienne. Les saints patrons de Breisach, Gervasius et Protasius, y sont également vénérés. La cathédrale de Breisacher est connue pour son intérieur d'importance historique sur le plan de l'art, par exemple pour la fresque murale de plus de 100 mètres carrés Le Jugement dernier de Martin Schongauer et le maître-autel de l'atelier du maître H.L.